# مطار الفاشر
مطار الفاشر هو مطار داخلي يخدم مدينة الفاشر في غرب السودان.

## شركات الطيران
| شركات الطيران | الوجهات |
| ------------- | ------- |
| بدر للطيران   | الخرطوم |